# Conrad Carlsrud
Conrad Carlsrud (Noruega, 8 de febrero de 1884-21 de octubre de 1973) fue un gimnasta artístico noruego, subcampeón olímpico en Londres 1908 en el concurso por equipos.

## Carrera deportiva
En las Olimpiadas celebradas en Londres en 1908 consigue la plata en el concurso por equipos, tras los suecos (oro) y por delante de los finlandeses (bronce), y siendo sus compañeros de equipo los gimnastas: Arthur Amundsen, Carl Albert Andersen, Otto Authén, Hermann Bohne, Trygve Bøyesen, Oskar Bye, Petter Hol, Sverre Grøner, Harald Halvorsen, Harald Hansen, Eugen Ingebretsen, Ole Iversen, Per Mathias Jespersen, Sigge Johannessen, Nicolai Kiær, Carl Klæth, Thor Larsen, Rolf Lefdahl, Hans Lem, Anders Moen, Frithjof Olsen, Carl Alfred Pedersen, Paul Pedersen, Sigvard Sivertsen, John Skrataas, Harald Smedvik, Andreas Strand, Olaf Syvertsen y Thomas Thorstensen.